# Bekim Balaj
Bekim Balaj (* 11. Januar 1991 in Shkodra) ist ein albanischer Fußballspieler, der hauptsächlich als Stürmer eingesetzt wird. Balaj spielt aktuell in der Kategoria Superiore, der obersten albanischen Liga für den KS Vllaznia Shkodra. Er wird in der albanischen Nationalmannschaft eingesetzt und erreichte mit dieser die Fußball-Europameisterschaft 2016.

## Karriere

### Verein
Bekim Balaj wurde 1991 in Reç in der Region Shkodra geboren und begann bei dem regionalen Fußballverein KS Vllaznia Shkodra seine Karriere als Fußballspieler. Für diesen bestritt er im Alter von 17 Jahren seinen ersten Einsatz in der Kategoria Superiore, der obersten albanischen Spielklasse. Nach zwei Jahren bei den Profis wechselte Balaj nach Ankara in die Türkei, wo er sich in der Süper Lig bei Gençlerbirliği Ankara allerdings nicht durchsetzen konnte und den Verein nach nur einem Einsatz wieder Richtung Albanien verließ. Dort spielte er in Tirana für den KF Tirana und konnte mit diesem Verein zweifach den albanischen Pokal sowie ein Mal den Superpokal gewinnen. Im Anschluss spielte er in Prag, Białystok und in Rijeka. Seine Zeit in der 1. HNL verlief erfolgreich, da er mit dem HNK Rijeka in beiden Saisons Vizemeister wurde und in der Europa League international Erfahrung sammeln konnte. Darüber hinaus war er in der Saison 2015/16 auch einer der zehn erfolgreichsten Torschützen der gesamten Liga.
Am 8. Juni wurde bekanntgegeben, dass Balaj zum russischen Erstligisten Terek Grosny wechseln werde, wo er einen Vertrag über drei Jahre unterzeichnete. In seinem dritten Spiel für Grosny gelang Balaj mit der zwischenzeitlichen 1:0-Führung im Auswärtsspiel beim FK Ufa sein erster Torerfolg für seinen neuen Verein. Terek Grosny beendete die Saison auf dem 5. Rang und verpasste damit knapp die Teilnahme an den europäischen Wettbewerben. Balaj erzielte in 26 Spielen neun Toren und war somit der erfolgreichste Torschütze seiner Mannschaft, gleichzeitig war er der 5. Beste Torschütze in der gesamten Premjer-Liga.
In seiner zweiten Saison in Grosny nahm sein Verein, in Erinnerung an Achmat Abdulchamidowitsch Kadyrow, den Namen Achmat Grosny an. Sportlich verlief diese Saison für Balaj deutlich schlechter als seine erste. Balaj konnte in der gesamten Saison kein Tor erzielen und kam zu lediglich 13 Einsätzen, von denen nur zwei über die volle Spielzeit gingen. Im russischen Pokal konnte er keinen Einsatz verbuchen. Sein Verein, Achmat Grosny beendete die Saison auf dem neunten Rang, womit dieser auch in der Saison 2018/2019 erstklassig bleibt, sich jedoch erneut nicht für die internationalen Wettbewerbe qualifizieren konnte.
In dieser Saison konnte Balaj erneut über längere Zeit nicht mit einem Tor in Erscheinung treten, ehe er am 11. März mit einem Elfmetertor den Gleichstand im Ligaspiel gegen Ural Oblast Swerdlowsk herstellen konnte. Dies war sein erstes Ligator seit Mai 2017, dem noch zwei weitere Saisontore folgten. Am Ende der Saison stand Achmat Grosny erneut im Mittelfeld der Liga, wobei in dieser Saison der achte Rang erreicht wurde. Für Balaj war dies die letzte Saison in Grosny, er verließ den Verein mit Saisonende.
Im Juli 2019 wechselte er nach Österreich zum SK Sturm Graz, bei dem er einen bis Juni 2021 laufenden Vertrag erhielt. In seinem ersten Bundesligaspiel konnte Balaj am ersten Spieltag gegen den Wolfsberger AC mit dem 1:0-Siegtor für Sturm Graz sein erstes Tor für seinen neuen Verein erzielen. In zwei Spielzeiten bei Sturm kam er zu 57 Einsätzen in der Bundesliga, in denen er neun Tore erzielte. Nach der Saison 2020/21 verließ er die Grazer.
Daraufhin wechselte er zur Saison 2021/22 ein zweites Mal nach Russland, diesmal zum FK Nischni Nowgorod. Für Nischni Nowgorod absolvierte er 15 Partien in der Premjer-Liga, in denen er allerdings ohne Treffer blieb. Im Januar 2022 wurde sein Kontrakt aufgelöst. Danach wechselte er Ende des Monats in die Türkei zum Zweitligisten Boluspor, wo er auf seinen Landsmann und langjährigen Teamkollegen in Rijeka und Grosny, Odise Roshi, traf. Am 2. April erzielte Balaj im Spiel gegen Manisa FK sein erstes Tor für Boluspor, sein Treffer zum 1:2 markierte gleichzeitig den Entstand. Er beendete die Saison bei Boluspor mit 14 Einsätzen, in denen er vier Tore erzielen konnte.
Vor dem Beginn der Saison 2022/2023 wechselte Balaj innerhalb der Liga zu Keçiörengücü. Sein erstes Spiel für seinen neuen Verein bestritt er am 1. Spieltag gegen Çaykur Rizespor. Nachdem er in der Hinrunde in 14 Spielen ein Tor erzielen konnte, wechselte Balaj in der Winterpause zu seinem Jugendverein KS Vllaznia Shkodra in die albanische Kategoria Superiore.

### Nationalmannschaft
Balaj durchlief die albanische U-19- und U-21-Nationalmannschaft, ehe er im Jahr 2012 erstmals für die A-Nationalmannschaft eingesetzt wurde. Zwar spielte Balaj bereits zuvor, im Jahr 2010, im Trikot der Nationalmannschaft, jedoch wird dieser Auftritt generell nicht als Länderspiel gewertet, da er gegen die Auswahl des Kosovo stattfand, dessen Fußballverband zum damaligen Zeitpunkt weder von der UEFA, noch von der FIFA anerkannt war. In diesem Spiel erzielte er ein Tor. Während er mit den Jugendauswahlteams sich nicht für große Turniere qualifizieren konnte, erreichte er mit der Nationalmannschaft die Qualifikation für die Europameisterschaft 2016. Hierbei hatte er auch persönlichen Anteil, indem er im ersten Spiel der Qualifikation das Tor zum 1:0-Endstand gegen die portugiesische Auswahl erzielte.
Bei der Fußball-Europameisterschaft 2016 in Frankreich wurde er in das albanische Aufgebot aufgenommen. Dort wurde er am 3. Spieltag der Gruppenrunde in der 59. Minute bei einer 1:0-Führung im Spiel gegen Rumänien für Armando Sadiku eingewechselt und kam somit zu seinem ersten Einsatz bei einer EM. Trotz des Sieges schied das Team als einer der beiden schlechtesten Gruppendritten aus.
Während der Qualifikation zur Weltmeisterschaft 2018 in Russland wurde Balaj in insgesamt vier Spielen eingesetzt und erzielte zwei Tore. Albanien konnte sich als Dritter der Gruppe G, hinter Spanien und Italien nicht für die Weltmeisterschaft qualifizieren.

## Erfolge
- Albanischer Pokalsieger: 2010/2011 und 2011/2012 (mit dem KF Tirana)
- Albanischer Superpokalsieger: 2011 (mit dem KF Tirana)
- Bester Nachwuchsspieler der Kategoria Superiore: 2011/2012[7]